# Luna rossa (film 1951)
Luna rossa è un film del 1951 diretto da Armando Fizzarotti, ispirato alla celebre canzone omonima.

## Trama
Paolo Capuano, macchinista a bordo d'un piroscafo mercantile, è promesso ad una bella ragazza napoletana, Maria Cassino. Un giorno, dopo una breve sosta a Napoli, Paolo è costretto improvvisamente a ripartire e non ha il tempo di congedarsi da Maria: incarica quindi l'amico Beniamino di portarle i suoi saluti. Durante l'assenza di Paolo, Maria ha conosciuto Carlo Sorrentino, un giovane e benestante dongiovanni, che dopo aver corteggiato e compromesso Lucia, la sorella di Paolo, s'è messo ora a far la corte a Maria, favorito dalla madre adottiva della ragazza. Costei infatti spinge la figliola ad accettare gl'inviti dell'intraprendente giovanotto. Resosi conto di quanto sta succedendo, Beniamino ritiene doveroso d'avvertire, con una lettera, Paolo. La madre di Maria induce allora la figliola ad allontanarsi dalla città, recandosi per qualche giorno in un alberghetto di campagna con Carlo, il quale ignora la reale situazione. Sbarcato a Napoli, Paolo non trova Maria, né la madre ed apprende per caso da un giornale del tentato suicidio di Lucia. Carlo, pentito, invoca il perdono della fanciulla: tra Carlo e Paolo, che non si conoscevano, avviene una spiegazione. Indignato per il contegno di Maria, Paolo, recatosi all'albergo l'uccide, senza lasciarle il tempo di scolparsi. Nell’ultima inquadratura appare la luna rossa, che, come precedentemente detto nel film, è foriera di sfortuna e tragedie.

## Produzione
Prodotto da Natale Montillo per la S.A.P., Il film rientra nel filone dei melodrammi strappalacrime, allora molto in voga tra il pubblico italiano (poi ribattezzato dalla critica come neorealismo d'appendice).
Gli interni vennero girati negli studi della Scalera alla Circonvallazione Appia di Roma, mentre gli esterni vennero girati tra Napoli e Castellammare di Stabia.

## Distribuzione
Il film fu distribuito nelle sale cinematografiche italiane a partire dal 23 novembre del 1951.

## Incassi
L'incasso accertato sino a tutto il 31 marzo 1959 è stato di 335.028.553 lire dell'epoca.